# Flickan från Värmland
Flickan från Värmland är en svensk film från 1931 i regi av Erik A. Petschler. Filmen räknas tillsammans med Hans Majestät får vänta som de sista svenska stumfilmerna.

## Om filmen
Filmen premiärvisades 16 februari 1931 på biografen Rialto i Malmö. Filmen spelades in i Filmstaden Råsunda med exteriörer från Nordiska Kompaniet med flera platser i trakten kring Karlskoga av Carl Halling. 
Filmen har som förlaga en filmidé av Sam Ask. För Arnold Sjöstrand var detta debutfilmen.

## Rollista i urval
- Greta Anjou – Greta Blom
- Gucken Cederborg – madame Ninon
- Märta Claesson – änkan Blom, Gretas fostermor
- Knut Lambert – godsägare Ransberger
- Herrie de Kahn – godsägare Ransbergers fru
- Erik A. Petschler – direktör John Lehr
- Arnold Sjöstrand – Erik Björck, forstmästare
- Karin Ygberg – lyxmannekäng
- Elin Svensson – Buller-Stava
- May von Voss – Flora, Eriks kusin
- Nils Åhsberg – Tok-Jan
- Artur Cederborgh – detektiv
- Oscar Byström – poliskommissarie
- Helfrid Lambert – fru Larsson, hyresvärdinna i Stockholm
- Alva Norlander – påkläderska på varuhuset
- Vera Schuldheis

## Musik i filmen
Till filmen komponerade Ragnar Nordin en vals, som framfördes via grammofon.